# Bembidion nevadense
Bembidion nevadense är en skalbaggsart som beskrevs av Ulke. Bembidion nevadense ingår i släktet Bembidion och familjen jordlöpare. Inga underarter finns listade i Catalogue of Life.